# Nico Bergsteijn
Nicolaas (Nico) Hermanus Bergsteijn (Naarden, 4 oktober 1919 – Woeste Hoeve, 8 maart 1945) was een Nederlandse verzetsstrijder.

## Levensloop
Bergsteijn werkte tijdens de Tweede Wereldoorlog als ambtenaar bij de gemeente Woudenberg. Hij maakte onderdeel uit van de verzetsgroep van Theo Dobbe, waar hij de bijnaam Kleine Jan kreeg. Binnen het verzet was er een groot gebrek aan persoonsbewijzen. Bergsteijn jatte bij zijn werkgever tweehonderd blanco persoonsbewijzen en dook vervolgens onder. Via de burgemeester van Woudenberg kreeg het verzet de juiste stempels in haar bezit.
Dobbe en Bergsteijn deden zich in september 1942 tijdens een bezoek aan het gemeentehuis van Leeuwarderadeel voor als inspecteurs van bevolkingsregisters en persoonsbewijzen. Op die manier slaagden zij er in om 78 persoonsbewijzen te ontvreemden. Een paar dagen later haalden zij dezelfde truc uit op het gemeentehuis van Idaarderadeel in Grouw. Daar ontdekte een ijverige ambtenaar dat er persoonsbewijzen ontbraken, terwijl Dobbe en Bergsteijn nog op het plaatselijke station op hun trein stonden te wachten. Zij gaven de persoonsbewijzen terug, maar de politie liet hen verder vrijuit gaan.
Op 14 oktober 1942 nam Bergsteijn deel aan een overval op een distributiekantoor in Joure. Zij hesen zich in marechaussee-uniform en eisten de gehele bonnenvoorraad plus de bijbehorende administratie op. Deze overval ging de geschiedenis in als de eerste overval op een distributiekantoor.
Halverwege 1944 dook Bergsteijn onder bij de dominee Antonie Aart Koolhaas in Daarle. Daar werkte hij nauw samen met Frits Hazelhoff en Ben Buunk. Op 10 februari 1945 werd hij samen met Buunk in Vroomshoop gearresteerd door de Sicherheitsdienst. Bergsteijn deed een mislukte ontsnappingspoging, waarbij hij door kogels in het been werd getroffen. Hij werd vervolgens vastgezet in Almelo en daarna overgebracht naar Kamp Amersfoort.
Een aantal verzetsmensen nam in de nacht van 6 op 7 maart 1945 nabij Woeste Hoeve een Duitse auto onder vuur, waarin Hanns Albin Rauter, het Duitse hoofd van de politie in Nederland, bleek te zitten. Rauter raakte daarbij zwaargewond, maar overleefde het incident. Als wraakmaatregel werden de dag daarna 117 verzetsmensen, onder wie Bergsteijn, geëxecuteerd. Na de oorlog werd de verzetsman herbegraven in Amersfoort. In Woudenberg is een straat vernoemd naar Bergsteijn.